# Sestav desetih prisekanih tetraedrov
Sestav desetih prisekanih tetraedrov je v geometriji sestav desetih prisekanih tetraedrov. Telo lahko nastane tudi tako, da prisekamo vsakega od tetraedrov v sestavu desetih tetraedrov. Je sestavljeno iz dveh enanciomerov sestava petih prisekanih tetraedrov.
Sklic v preglednici na desni se nanaša na seznam sestavov uniformnih poliedrov.

## Vir
- Skilling, John (1976), »Uniform Compounds of Uniform Polyhedra«, Mathematical Proceedings of the Cambridge Philosophical Society, 79 (03): 447–457, doi:10.1017/S0305004100052440, MR 0397554.